# Don Bartlett
Pour les articles homonymes, voir Bartlett.
Don Bartlett (né le 1er août 1960 à Gander, au Canada) est un curleur canadien.

## Palmarès

### Jeux olympiques
| Édition    | Albertville 1992 (démonstration) | Salt Lake City 2002 |
| Classement | 4e                               | Argent              |

### Championnats du monde
| Édition    | Winnipeg 1991 | Berne 1997 |
| Classement | Argent        | 4e         |